# Aplocera simpliciata
Aplocera simpliciata là một loài bướm đêm trong họ Geometridae.